# Kreissparkasse Gelnhausen
Die Kreissparkasse Gelnhausen ist eine Sparkasse in Hessen mit Sitz in Gelnhausen. Sie ist eine Anstalt des öffentlichen Rechts.

## Geschäftsgebiet und Träger
Das Geschäftsgebiet der Kreissparkasse Gelnhausen umfasst den früheren Landkreis Gelnhausen als Teil des heutigen Main-Kinzig-Kreises sowie die Ortsteile Hain-Gründau und Mittel-Gründau der Gemeinde Gründau. Träger der Kreissparkasse Gelnhausen ist der Main-Kinzig-Kreis.

## Geschäftszahlen
Die Kreissparkasse Gelnhausen wies im Geschäftsjahr 2024 eine Bilanzsumme von 1,394 Mrd. Euro aus und verfügte über Kundeneinlagen von 1,147 Mrd. Euro. Gemäß der Sparkassenrangliste 2024 liegt sie nach Bilanzsumme auf Rang 288. Sie unterhält 15 Filialen/Selbstbedienungsstandorte und beschäftigt 227 Mitarbeiter.

## Sparkassen-Finanzgruppe
Die Kreissparkasse Gelnhausen ist Teil der Sparkassen-Finanzgruppe und gehört damit auch ihrem Haftungsverbund an. Er sichert den Bestand der Institute und sorgt dafür, dass sie auch im Fall der Insolvenz einzelner Sparkassen alle Verbindlichkeiten erfüllen können. Die Sparkasse vermittelt Bausparverträge der regionalen Landesbausparkasse, offene Investmentfonds der Deka und Versicherungen der SV SparkassenVersicherung. Im Bereich des Leasing arbeitet die Kreissparkasse Gelnhausen mit der  Deutschen Leasing zusammen. Die Funktion der Sparkassenzentralbank nimmt die Landesbank Hessen-Thüringen wahr.

## Stiftung
Im Jahr 2005 gründete die Bank die Stiftung der Kreissparkasse Gelnhausen. Der Zweck dieser Stiftung ist die Förderung von Kunst und Kultur, von Jugend- und Altenhilfe sowie von hilfsbedürftigen Personen im Geschäftsgebiet der Sparkasse.